# Fleurey-lès-Saint-Loup
Fleurey-lès-Saint-Loup è un comune francese di 155 abitanti situato nel dipartimento dell'Alta Saona nella regione della Borgogna-Franca Contea.

## Società

### Evoluzione demografica
Abitanti censiti